# Reggie Walker
Reginald Edgar „Reggie“ Walker (16. března 1889 Durban – 5. listopadu 1951 Durban) byl jihoafrický atlet, sprinter, olympijský vítěz v běhu na 100 metrů z roku 1908.

## Sportovní kariéra
Na olympiádě v Londýně v roce 1908 startoval jen díky sbírce organizovaného sportovním novinářem v Natalu, V Londýně ho trénoval Sam Mussabini, který o řadu let později připravoval jiného olympijského vítěze v běhu na 100 metrů Harolda Abrahamse.
Při olympiádě postupovali do dalších kol pouze vítězové. Walker vyhrál rozběh i semifinále (zde vyrovnal olympijský rekord 10,8). Ve finále porazil všechny tři soupeře, mimo jiné i pozdějšího vítěze na 200 metrů Bobbyho Kerra a dosáhl opět času 10,8. Stal se tak do té doby nejmladším olympijským vítězem na této trati, zlatou medaili získal, když mu bylo 19 let a 128 dní.